# Opel Insignia (concept)
 (décembre 2024).
 (novembre 2024).

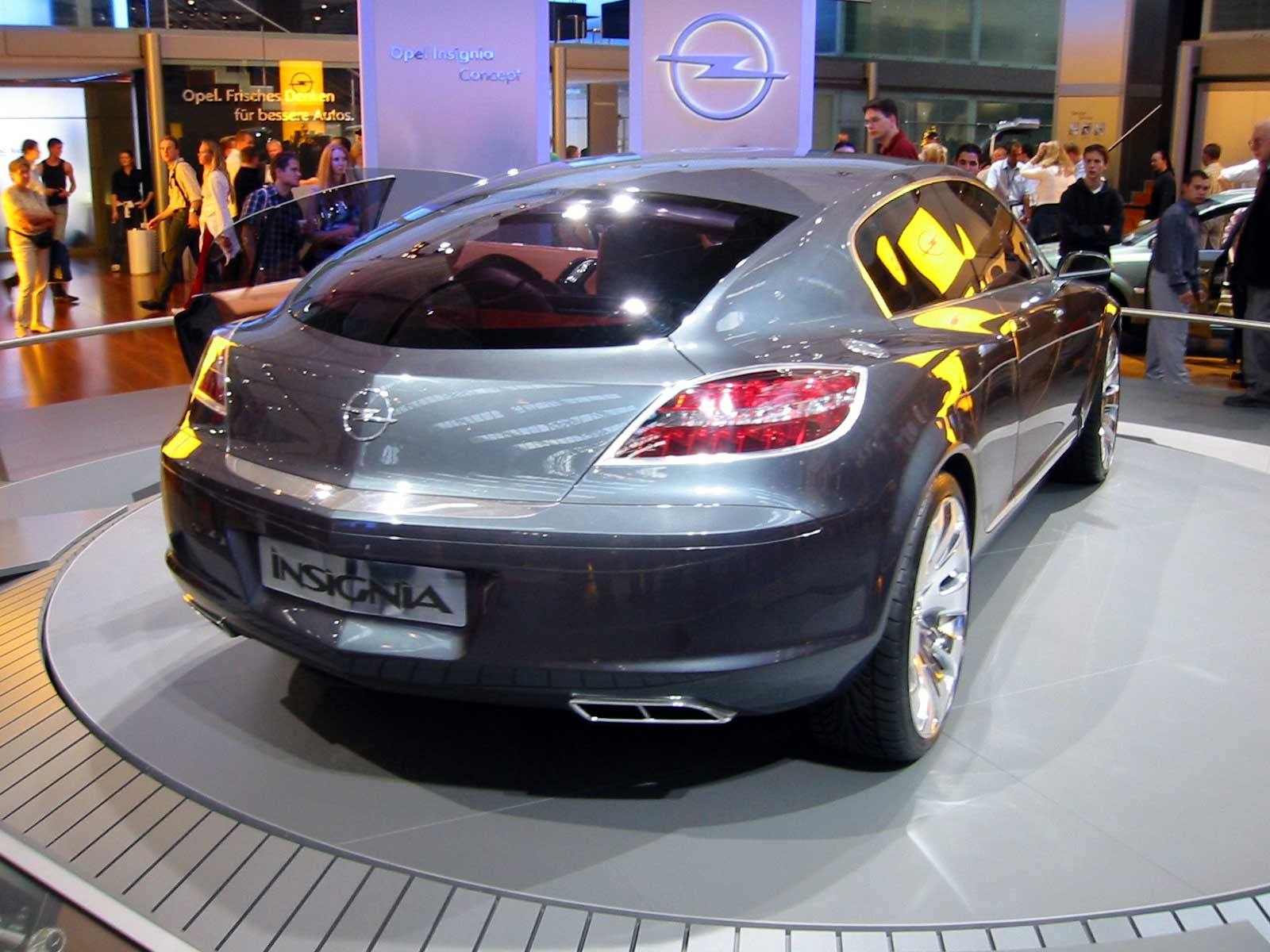
Opel Insignia au Salon de l’automobile de Francfort 2003

L’Opel Insignia était un concept car luxueux d’Opel. Le modèle a été présenté pour la première fois au grand public au Salon de l'automobile de Francfort en 2003. Le but de l’étude était d’explorer les possibilités techniques et de conception pour la réalisation d’une gamme successeur de l’Admiral.
Les caractéristiques particulières du concept Opel Insignia comprennent la suspension hydropneumatique du châssis, le mécanisme à pantographe pour l’ouverture et la fermeture des portes arrière du véhicule, semblable à une porte coulissante, ainsi que le hayon et la technologie d’éclairage à LED.
Début 2005, Opel a annoncé que ce concept ne pouvait pas être mis en œuvre en série car il était trop lourd, trop cher et trop compliqué. La berline de luxe est donc restée une simple étude de concept.
La successeur de l’Opel Vectra est arrivée sur le marché fin 2008 sous le nom d’Opel Insignia, mais elle est basée sur l’étude d’une voiture de la catégorie , l’Opel GTC Concept.